# Ingegerd Birgersdotter van Bjelbo
Ingegerd Birgersdotter van Bjelbo (1180-1230) was een koningin-gemalin van Zweden.
Zij was gehuwd met Sverker II van Zweden.